# Expresso da Vitória

Formação do Expresso da Vitória em 1949.

Expresso da Vitória é o nome dado para o maior esquadrão de futebol da história do Club de Regatas Vasco da Gama e um dos maiores da história do futebol mundial, que atuou entre os anos de 1944 a 1953. A denominação teria surgido num programa musical da Rádio Nacional, no qual um cantor, ao se apresentar, disse que dedicaria uma música ao Vasco, chamado por ele de "Expresso da Vitória", por atropelar seus adversários em campo.
O Expresso, comandado pelo técnico uruguaio Ondino Vieira, foi o primeiro time brasileiro a usar o esquema tático do 4-2-4, que influenciou fortemente o futebol brasileiro e uruguaio na década de 50. O esquadrão vascaíno foi também a primeira equipe brasileira (seja clube ou seleção) a conquistar um título internacional fora do Brasil, o Campeonato Sul-Americano de Campeões de 1948. Ao todo, foram mais de quarenta conquistas em dez anos, dentre elas o Torneio Octogonal Rivadávia Corrêa Meyer e vinte títulos estaduais, sendo cinco Campeonatos Cariocas, três deles vencidos de forma invicta. Formou ainda a base da Seleção Carioca bicampeã do Campeonato Brasileiro de Seleções Estaduais em 1946 e 1950, e da Seleção Brasileira campeã da Copa Rio Branco em 1947 e 1950, da Copa América em 1949 e finalista da Copa do Mundo FIFA em 1950, pela primeira vez na história. Na Copa de 50, a seleção contou no elenco com oito jogadores vascaínos, incluindo o artilheiro Ademir de Menezes com 9 gols, além do técnico Flávio Costa e até do massagista Mário Américo.

## História
Em 1942, assumiu a presidência do Vasco da Gama Cyro Aranha. Naquela época, o clube não ganhava qualquer título dentro da cidade do Rio de Janeiro há cinco anos. Tentando reverter essa situação, Cyro adotou uma política de longo prazo, baseada na contratação de jovens jogadores. Foi assim que chegaram o goleiro Barbosa, o atacante Ademir de Menezes, os meias Jair, Lelé, Isaías, Ely e Djalma e o ponta Chico. O técnico era o uruguaio Ondino Viera que adotou o 4-2-4 como esquema da equipe.

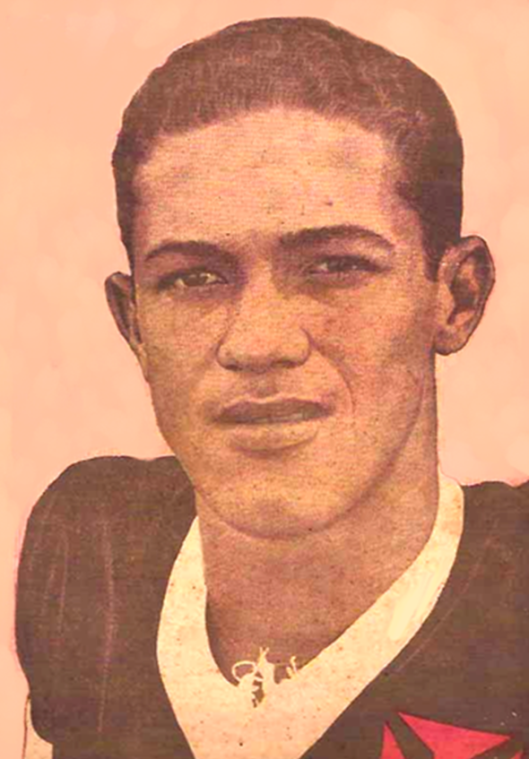
O atacante Ademir de Menezes, líder do Expresso da Vitória, marcou 301 gols com a camisa cruzmaltina.

O primeiro título veio em 1944, com a vitória no Torneio Relâmpago. Ainda na mesma temporada, o elenco conquistaria os Torneios Início e Municipal. No Campeonato Carioca, o Expresso chegou à última rodada empatado em pontos com o Flamengo. No final do jogo decisivo, o jogador rubro-negro Valido marcou de cabeça o único gol da partida, gerando discussões posteriormente. O atacante teria se apoiado no zagueiro vascaíno Argemiro para cabecear. Contudo, o gol foi validado e o time cruzmaltino acabou como vice-campeão.
No ano de 1945, o time continuou a ganhar mais títulos. O clube foi bicampeão dos Torneios Início e Municipal e campeão Carioca invicto (com treze vitórias e cinco empates), o primeiro desde a era do profissionalismo. Neste carioca, o elenco vascaíno produziu diversas goleadas, chegando a 58 gols marcados na competição e 15 sofridos ao total de dezoito jogos. O time base era composto por Rodrigues, Augusto e Rafanelli, Berascochea, Ely e Argemiro, Djalma, Ademir de Menezes, Lelé, Isaías e Jair da Rosa Pinto. Esta campanha levou a um cantor, num programa musical da Rádio Nacional, ao se apresentar, a dizer que dedicaria uma música ao Vasco, chamado por ele de "Expresso da Vitória", por atropelar seus adversários em campo, com a alcunha se popularizando então.
Em 1946, o Vasco perdeu seu principal atacante: Ademir de Menezes, que foi para Fluminense. Além dele, saía o uruguaio Ondino Viera para o Botafogo e assumia o técnico português Ernesto dos Santos. Mesmo com os desfalques, o Expresso ainda ganhou naquele ano os Torneios Relâmpago e Municipal. Neste, estreava Barbosa, considerado por muitos o maior goleiro vascaíno de todos os tempos. No Carioca, contudo, o time não passou do quinto lugar.
Em 1947, assumiu o técnico Flávio Costa, tricampeão em 1942, 1943 e 1944 pelo Flamengo, assumindo no lugar de Ernesto. Naquele ano, o time foi tetracampeão do Torneio Municipal, mais uma vez campeão Carioca invicto e conquistou a Taça Centenários, ao bater por 4-3 o Combinado Sporting, Benfica e Belenenses em amistoso no Estádio Nacional de Lisboa. O grande destaque da temporada foi o ataque vascaíno, composto por Djalma, Maneca, Friaça, Lelé e Chico. No Torneio Municipal foram 40 gols em 10 jogos; no campeonato estadual o time marcou 68 vezes em 20 jogos. Neste, o elenco perpetrou diversas goleadas, se destacando os 14-1 sobre o Canto do Rio, maior placar da era profissional do futebol carioca.

### Torneio dos Campeões Sul-Americanos
Em 18 de dezembro de 1947, o Vasco recebeu o convite oficial para a disputa do Campeonato Sul-Americano de Campeões, em Santiago, organizado pelo clube chileno Colo-Colo. Além do Vasco e do organizador, outros cinco clubes estavam presentes na competição: o Nacional, campeão uruguaio de 1947; o Municipal, vice-campeão peruano no mesmo ano; o Litoral, campeão de La Paz em 1947; o Emelec, a convite do anfitrião; e o River Plate, bicampeão argentino em 1941 e 42, campeão em 1945 e novamente em 1947. Este último era tido como o favorito do torneio, tendo amplo domínio sobre o futebol argentino na década de 40, o time do River, apelidado de La Máquina (A Máquina), tinha como grande estrela Di Stéfano, tido como o melhor jogador do mundo em sua época, enquanto o elenco argentino era apontado como o grande esquadrão sul-americano. O Nacional também era apontado como favorito ao título, ao contrário do Vasco que não gozava de tal prestígio no âmbito do jornalismo internacional.

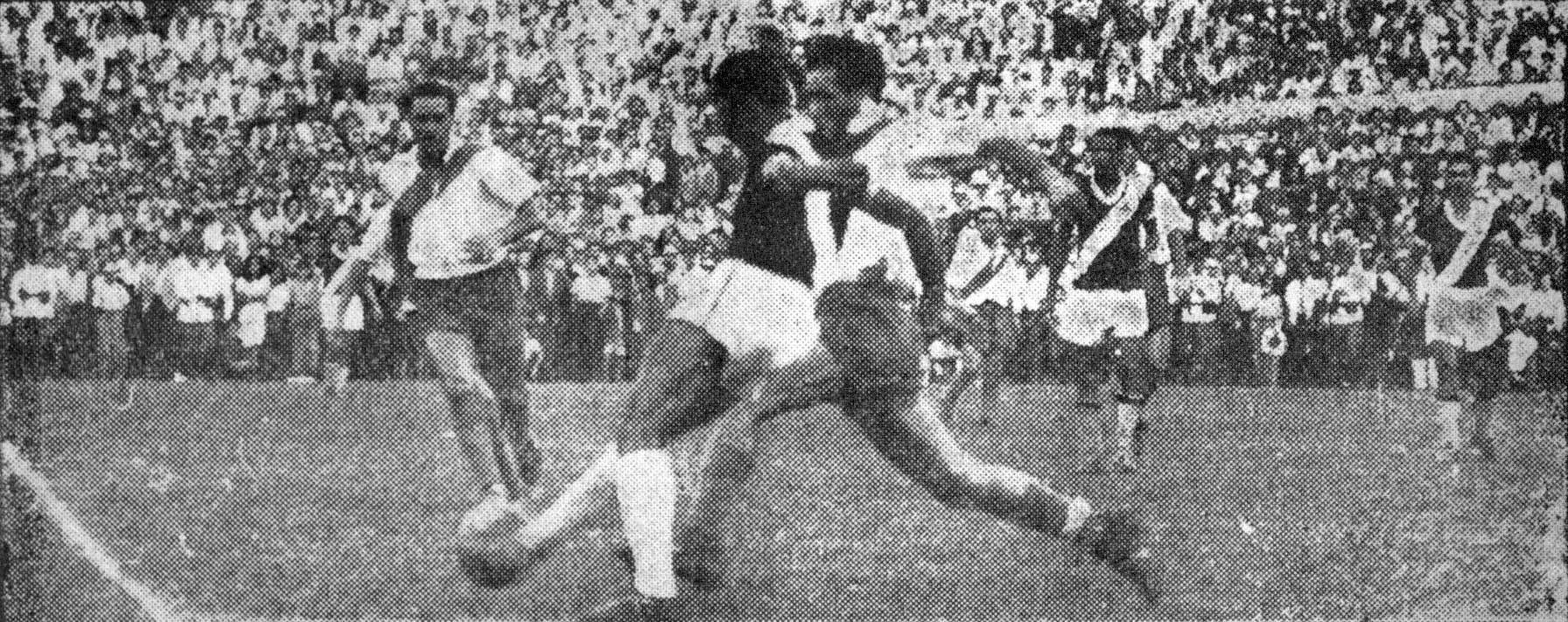
Expresso da Vitória no duelo contra o River Plate, partida na qual o Vasco tornou-se, de modo invicto, o primeiro campeão da América do Sul.

Os cruzmaltinos desembarcaram em Santiago no dia 8 de fevereiro. A delegação vascaína era composta por 26 membros sob a chefia de Diogo Rangel: o diretor, Octávio Póvoas; o médico Amílcar Giffoni; o massagista Mario Américo; o cozinheiro Laudelino de Oliveira; o árbitro Alberto da Gama Malcher; o jornalista Ricardo Serran (do jornal O Globo), o técnico Flavio Costa e dezoito jogadores. O time base era formado por: Barbosa, Barcheta, Augusto, Wilson, Rafanelli, Ely, Danilo, Jorge, Moacir, Djalma, Nestor, Maneca, Ademir, Dimas, Lelé, Friaça, Ismael e Chico.
A estreia do Expresso ocorreu no dia 14 de fevereiro, contra o Litoral. No primeiro tempo, o time vascaíno exerceu forte pressão sobre os peruanos, até Lelé abrir o marcador. No segundo tempo, Lelé novamente marcou, abrindo uma vantagem de 2-0. Logo depois, o peruano Sandoval descontou para o Litoral. Apesar de toda pressão do Litoral após o gol, o placar acabou se configurando como uma vitória cruzmaltina por 2-1. O jogo seguinte seria contra um dos favoritos: o Nacional. Nesta partida, o Vasco exibiu uma grande atuação, vencendo o time uruguaio por 4-1, gols de Ademir, Maneca, Danilo e Friaça. Entretanto a vitória não foi muito comemorada, pois Ademir havia se lesionado. O exame apontou uma fratura no tornozelo direito, o que tirou o atacante do resto da competição, com Lelé o substituindo, marcando três gols na competição.
A próxima partida foi contra o Municipal na qual a equipe aplicou mais uma goleada: 4-0, com dois gols de Friaça, um de Lelé e Ismael. Assim, o clube passou a ser visto como forte candidato ao título, dividindo ao fim dessa partida a liderança com o River Plate. Com essa motivação, o clube jogou sua quarta partida que se provou mais difícil do que as anteriores, mas ainda assim o Expresso venceu por 1-0 o Emelec, com um gol de Ismael no segundo tempo. Paralelo a esta partida, o River Plate sofreu um tropeço contra o Nacional, tornando o Vasco dependente de si mesmo para a conquista do título, bastando um empate na próxima partida, contra o próprio River, para isso. Entretanto, uma derrota daria o título para o adversário.
A partida entre Vasco e River Plate foi disputada em 14 de março de 1948. O uniforme escolhido pela equipe era uma camisa preta com uma faixa diagonal branca e calções brancos. A escalação era parecida com a das partidas anteriores, com a exceção de que o até então zagueiro titular absoluto Rafanelli fora barrado para a partida em favor de Wilson. A explicação dada pelo técnico Flávio Costa para isso foi que não sentiu confiança no jogador argentino para esta partida. À revista Placar, o treinador rememorou em 1975 sua escolha em tirar subitamente Rafanelli da escalação inicial para a partida decisiva: "ele era um excelente [zagueiro] central. Mas, na véspera, senti que ele estava nervoso. Era de Santa Fe, província do interior, e nunca tivera cartaz na Argentina. Sentia o peso de ter de enfrentar seus famosos patrícios. Preferi escalar Wilson, que nem sabia o nome dos argentinos". Embora Rafanelli conseguisse jogar ao substituir exatamente Wilson quando este lesionou-se, a desilusão com o desprestígio iniciou um ambiente conturbado entre ele e o técnico, estendendo-se a diretores do clube até se desdobrar na sua precoce saída do Vasco.
A partida em si foi disputada, com ambas as equipes criando chances de gol, sendo que o cruzmaltino teve um gol anulado. Wilson teve uma atuação elogiada na partida, com uma marcação contundente sob Di Stéfano. Porém, o jogador acabou contundido e deixando o gramado, ocasião na qual Rafanelli entrou em seu lugar. Chico se envolveu em uma confusão no campo e foi expulso, aumentando a tensão na partida. Assim, aos 42 minutos do segundo tempo, Di Stéfano acerta um chute no travessão do gol de Barbosa. Dessa forma, o jogo acabou em 0-0, tornando o Vasco o primeiro campeão continental do mundo.

### Últimos anos
Em 1949, com a contratação do atacante Heleno de Freitas, o Vasco marcou no Carioca por 84 vezes em 20 jogos, um recorde até então. Depois de uma virada sobre seu maior rival, o Flamengo, em que o time perdia de 2-0 no primeiro tempo e virou para 5-2, o Vasco ganhou mais uma vez um título Carioca invicto. No estadual do ano seguinte, depois de um início irregular, o time se reergueu, aplicando diversas goleadas, ganhando mais um título, o penúltimo do Expresso.
Ainda em 1950, ano de Copa do Mundo, a Seleção Brasileira, que contava em sua formação titular com seis jogadores do Vasco além do técnico Flávio Costa, era considerada a favorita para conquistar o título inédito da competição. No entanto, a surpreendente derrota perante o Uruguai no jogo final tirou da equipe um título dado como certo. Em 1951, o Vasco excursionou ao próprio Uruguai, onde goleou o Peñarol, base da seleção uruguaia, por 3 a 0, na partida considerada como a Revanche do Maracanaço. Já no Brasil, ganhou novamente do Peñarol e do Nacional, ambos por 2-0. Esses dois jogos foram muito comemorados pelos brasileiros, que sentiram sua alma lavada da derrota de 50.
Porém, o time já mostrava sinais de cansaço e envelhecimento. O clube não passou de um sétimo lugar no Torneio Rio-São Paulo e de um quinto lugar no Carioca do mesmo ano. A recuperação ocorreu em 1952. Apesar de desacreditado pela imprensa, que classificava o time como "velho", o Expresso se sagrou campeão por antecipação, na penúltima rodada, ao vencer o Bangu por 2-1. Em seguida, o clube conquistou o Torneio Octogonal Rivadavia Corrêa Meyer, sucessor da Copa Rio Internacional. Era o último suspiro do elenco, pois o clube passou a procurar jogadores mais jovens. Os jogadores antigos foram então substituídos por novos valores, como Vavá, o substituto de Ademir, que estreava naquele ano.

## Jogadores notáveis
- Ademir de Menezes
- Alfredo II
- Argemiro
- Augusto
- Barbosa
- Barcheta
- Bellini
- Berascochea
- Chico
- Cordeiro
- Danilo Alvim
- Dejair
- Dimas
- Dino Pavão
- Djalma
- Elgen
- Ely do Amparo
- Figliola
- Friaça
- Haroldo
- Heleno de Freitas
- Ipojucan
- Isaías
- Ismael
- Jair Rosa Pinto
- João Pinto
- Jorge
- Lelé
- Maneca
- Moacir
- Nestor
- Newton Senra
- Osvaldo Baliza
- Ramón Rafanelli
- Rodrigues
- Sabará
- Sampaio
- Santo Cristo
- Tesourinha
- Vavá
- Wilson

Fontes: 

## Títulos (1944–1953)
| INTERCONTINENTAIS | INTERCONTINENTAIS                        | INTERCONTINENTAIS | INTERCONTINENTAIS                                                   |
|                   | Competição                               | Títulos           | Temporadas                                                          |
| ----------------- | ---------------------------------------- | ----------------- | ------------------------------------------------------------------- |
|                   | Torneio Octogonal Rivadávia Corrêa Meyer | 1                 | 1953                                                                |
| CONTINENTAIS      |                                          |                   |                                                                     |
|                   | Competição                               | Títulos           | Temporadas                                                          |
|                   | Campeonato Sul-Americano de Campeões     | 1                 | 1948                                                                |
| INTERNACIONAIS    |                                          |                   |                                                                     |
|                   | Competição                               | Títulos           | Temporadas                                                          |
|                   | Taça Centenários                         | 1                 | 1947                                                                |
|                   | Taça de Ouro Ramos Pinto                 | 1                 | 1947                                                                |
|                   | Taça Jornal O Século                     | 1                 | 1947                                                                |
|                   | Taça Colônia Balneária Infantil          | 1                 | 1947                                                                |
|                   | Troféu Parque Rosedal Tortillero         | 1                 | 1948                                                                |
|                   | Troféu Estabelecimientos Oriente         | 1                 | 1948                                                                |
|                   | Troféu Malteria Continental              | 1                 | 1948                                                                |
|                   | Troféu Musalem Hermanos                  | 1                 | 1948                                                                |
|                   | Troféu Casa do Brasil – La Doma          | 1                 | 1948                                                                |
|                   | Troféu Presidente Juan Domingo Perón     | 1                 | 1948                                                                |
|                   | Troféu Band & Salas                      | 1                 | 1948                                                                |
|                   | Troféu Dem Sieger                        | 1                 | 1949                                                                |
|                   | Troféu D.ª María Eva Duarte Perón        | 1                 | 1949                                                                |
|                   | Troféu Legação do Brasil                 | 1                 | 1949                                                                |
|                   | Taça Club Deportivo Vasco da Gama        | 1                 | 1950                                                                |
|                   | Quadrangular Internacional do Rio        | 1                 | 1953                                                                |
|                   | Taça Cinquentenário do Racing Club       | 1                 | 1953                                                                |
|                   | Torneio Internacional de Santiago        | 1                 | 1953                                                                |
| ESTADUAIS         |                                          |                   |                                                                     |
|                   | Competição                               | Títulos           | Temporadas                                                          |
|                   | Campeonato Carioca                       | 5                 | 1945, 1947, 1949, 1950 e 1952                                       |
|                   | Torneio Início                           | 3                 | 1944, 1945 e 1948                                                   |
|                   | Taça Eficiência                          | 5                 | 1945, 1946, 1947, 1949 e 1950                                       |
|                   | Torneio Municipal                        | 4                 | 1944, 1945, 1946 e 1947                                             |
|                   | Torneio Relâmpago                        | 2                 | 1944 e 1946                                                         |
|                   | Torneio Gérson dos Santos Coelho         | 1                 | 1948                                                                |
| TOTAL             |                                          |                   |                                                                     |
|                   | Conquistas                               | Total             | Por Categoria                                                       |
|                   | Títulos Principais                       | 40                | 1 Intercontinental, 1 Continental, 18 Internacionais e 20 Estaduais |